# Shabanie Mine
El Shabanie Mine es un equipo de fútbol de Zimbabue que juega en la Liga Premier de Zimbabue, la liga de fútbol más importante del país.

## Historia
Fue fundado en el año 1914 en la ciudad de Zvishabane y su nombre se debe a que en la ciudad se da la explotación minera. Nunca han sido campeones de la Liga Premier de Zimbabue, aunque han logrado ganar 2 títulos de copa local. Se han mantenido a la sombra del gigante de la ciudad FC Platinum, el equipo dominante de la ciudad.
A nivel internacional han participado en un torneo continental, en la Recopa Africana 2002, en la cual fue eliminado en la primera ronda por el Saint-Michel de Seychelles.

## Rivalidades
La principal rivalidad de Shabanie Mine es con el Lancashire Steel FC, con quien protagonizan el Derbi de Midlands.

## Palmarés
- Copa de la Liga de Zimbabue: 1

2001
- Copa OK Challenge: 1

2003

## Participación en competiciones de la CAF
| Temporada | Torneo          | Ronda | Club         | Casa | Visita | Global |
| --------- | --------------- | ----- | ------------ | ---- | ------ | ------ |
| 2002      | Recopa Africana | 1     | Saint-Michel | 1-0  | 0-3    | 1-3    |